# 鹿児島県立頴娃高等学校
鹿児島県立頴娃高等学校（かごしまけんりつ えいこうとうがっこう）は、鹿児島県南九州市頴娃町牧之内にある県立高等学校。
2011年度より、川辺学区と合併し南薩学区となる。

## 沿革
- 1930年4月1日 - 鹿児島県頴娃村立高等公民学校一部（本科）及び研究科二部（電気･土木･普通･農業･家具･家庭科）認可。
- 1931年5月5日 - 開校。
- 1935年4月1日 - 村立頴娃青年学校と改称。
- 1940年4月1日 - 家政科、村立頴娃高等家政女学校として分離。
- 1941年4月1日 - 電気科及び土木科より村立鹿児島県工業学校（現･鹿児島県立鹿児島工業高等学校とは別学校）として設置される[1]。
- 1944年4月1日 - 県立移管に伴い、鹿児島県立頴娃工業学校と改称[2]。
- 1948年4月1日 - 普通科を増設（電気･土木･普通の3科から成る県立全日制高等学校となる）。
- 1949年4月1日 - 農業科を本科とし、家庭科及び建築科を別科とする村立定時制高等学校を併置。
- 1950年4月1日 - 村立定時制を県立に移管。
- 1956年10月1日 - 鹿児島県立頴娃高等学校と改称
- 1960年4月1日 - 定時制建築科を全日制建築科に移動
- 1961年4月1日 - 定時制農業科・家庭科前期家庭募集停止
- 1976年3月31日 - 土木科募集停止
- 1986年3月31日 - 建築科を募集停止し、設備工業科に改称
- 2008年4月 - 設備工業科募集停止
- 2014年4月 - 機械電気科新設

## 設置学科
- 普通科
- 機械電気科

## 校是・校訓
校是
- 開拓精神

校訓
- 自主
- 自立
- 創造